# Samorost 3
Samorost 3 je logická point-and-click adventura od Amanita Design. Je třetí hrou v sérii Samorost. Jde o první plnohodnotnou hru v HD grafice této série. Příběh se odehrává napříč sedmi planetami. Je dostupná přes Steam. Hra získala ocenění Česká hra roku 2016.